# Вочепший
Вочепший (рос. Вочепший; адиг. Очэпщый) — аул Теучезького району Адигеї Росії. Входить до складу Вочепшийського сільського поселення.
Населення — 1381 особа (2015 рік).